# 宁乡金洲湖国家湿地公园
宁乡金洲湖国家湿地公园为位于湖南省宁乡县境内的国家湿地公园，为继千龙湖之后的长沙地区第二个国家湿地公园，2009年12月批准建立。公园区域内沩水河长约16公里；公园总面积1,838公顷，其中永久性河流与泛洪平原两种湿地类型占公园总面积的65％，兼具湖泊湿地、沼泽湿地与人工湿地、水库、池塘、灌溉用沟渠、稻田等多种湿地类型。2011年5月，湿地核心区域金洲湖全面建成，水面187公顷（约合2,800亩），蓄水量1,000万立米。
宁乡金洲湖国家湿地公园为融湿地保护、科普宣教、休闲娱乐于一体的公园。景点为“一线三区三主题”格局，一线即沩水水系景观主轴线；三区即三个重点功能区，分别为生态保育区、观光休闲体验区、湿地科普宣教服务区；三主题即湿地生态展示休闲区、水乡风情园区、森林景观游憩区。公园范围，东起金洲湖坝，北以堤坝为界，西至珍洲坝、美女山后，向南沿山脊线经下箭塘、天子山、胡罗山、大峰岭、千凤龙、窑洲寨和溜子洲后，沿堤坝至沙河桥，经南苑路沿堤坝至金洲湖坝。